# Doug Ford
Doug Ford, ursprungligen Douglas Michael Fortunato, född 6 augusti 1922 i West Haven, Connecticut, död 14 maj 2018 i Palm Beach Gardens, Florida, var en amerikansk golfspelare.
Ford vann under sin karriär 19 PGA-tävlingar inklusive majortävlingarna PGA Championship 1955 och The Masters Tournament 1957. I Masters 1957 började han sin sista runda tre slag efter ledaren Sam Snead. Han spelade på 66 slag efter 32 slag på de sista nio hålen där han bland annat gjorde en birdie från bunkern på det 18:e hålet. Det var då det bästa resultatet under en finalrunda i Masters historia och han vann med tre slag.
1999, då han var 77 år, var han med sina 47 tävlingar den spelare som hade ställt upp flest gånger i Masters. Han hade dock inte klarat cutten sedan 1971.
Ford valdes in i World Golf Hall of Fame 1975. Han skrev flera instruktionsböcker för unga spelare som vill lära sig att spela golf.